# The Monkey
The Monkey är en amerikansk övernaturlig skräckfilm, baserad på Stephen Kings novell Den förskräckliga apan från 1980. Filmen är regisserad av Oz Perkins, som även står skriven som manusförfattare för hela filmen. Rollistan i filmen består av skådespelare som Theo James, Tatiana Maslany, Elijah Wood, Christian Convery, Colin O'Brien, Rohan Campbell och Sarah Levy.
Filmen hade biopremiär i Sverige den 19 februari 2025, utgiven av SF Studios.

## Handling
Filmens handling kretsar kring tvillingbröderna Hal och Bill, som tillsammans gör allt vad de kan för att försöka eliminera sin fars gamla leksaksapa, som i stort sett dödar allt och alla i sin väg.

## Rollista
| Theo James / Christian Convery | – Hal och Bill Shelburn (tvillingroll)                      |
| Tatiana Maslany                | – Lois Shelburn, Hal och Bills mamma                        |
| Colin O'Brien                  | – Petey Shelburn Jr., Hals son                              |
| Rohan Campbell                 | – Ricky, en lokal thrasher                                  |
| Sarah Levy                     | – Ida Zimmer, Hal och Bills tant                            |
| Adam Scott                     | – Petey Shelburn Sr., Hal och Bills frånvarande pappa       |
| Elijah Wood                    | – Ted Hammerman, Hals exfrus nya man                        |
| Osgood Perkins                 | – Chip Zimmer, Lois storebror tillika Hal och Bills morbror |
| Tess Degenstein                | – Barbara, en fastighetsmäklare                             |
| Danica Dreyer                  | – Annie, Hal och Bills barnvakt                             |
| Laura Mennell                  | – Hals exfru och Peteys mamma                               |
| Nicco Del Rio                  | – Nybörjarpräst                                             |
| Kingston Chan                  | – Löjtnant Pepper                                           |
| Janet Kidder                   | – Rickys mamma                                              |

## Produktion
Filmen började spelas in i Vancouver den 5 februari 2024. Den avslutades sedan därefter den 22 mars samma år.